# Norrvidinge församling
Norrvidinge församling var en församling i Lunds stift och i Svalövs kommun. Församlingen uppgick 2006 i Teckomatorps församling.

## Administrativ historik
Församlingen har medeltida ursprung. 
Församlingen var till 1 maj 1929 moderförsamling i pastoratet Norrvidinge och Dagstorp för att därefter till 1962 vara annexförsamling i pastoratet Södervidinge, Annelöv, Norrvidinge och Dagstorp. Från 1962 till 2006 var den annexförsamling i pastoratet Norra Skrävlinge, Norrvidinge och Källs-Nöbbelöv som till 1992 även omfattade Södervidinge församling. Församlingen uppgick 2006 i Teckomatorps församling.

## Kyrkor
- Norrvidinge kyrka